# Baños de Montosa
Los baños de Montosa son manantiales termales ubicados en la Región de Atacama utilizados para fines medicinales y turísticos.

## Historia
Luis Risopatrón los describe en su Diccionario Jeográfico de Chile de 1924:: 566 
Montosa (Baños de) 28° 11' 69° 52'. Se encuentran en la márjen S de la parte inferior del rio Pulido, entre La Iglesia Colorada i Las Juntas de Montosa. 63, p. 135; i 134; lugarejo de Montoso en 118, p. 134; caserío Montoza en 101, p. 125; i termas Baños de Montosa en 68, p. 37.